# 寺互
寺互，為西汉時的中央政府機構，其長官為寺戶令，另設有一寺互丞，漢初寺互属少府，后属主爵（又稱主爵中尉），再属执金吾（漢武帝以前稱中尉）寺戶的工作應該是掌管首都地區官府的门禁，漢光武帝中興以後廢除此單位。